# Viva Las Vengeance
Viva Las Vengeance es el séptimo y último álbum de estudio de la banda estadounidense de Pop Rock Panic! At The Disco. Fue lanzado el 19 de agosto de 2022, a través de Fueled by Ramen y Warner Records. Se anunció junto con el lanzamiento del sencillo principal y canción titular "Viva Las Vengeance" el 1 de junio de 2022, y contó con el apoyo de una gira que comenzó en Norteamérica en el tercer trimestre de 2022, antes de visitar a Europa y el Reino Unido en 2023.

## Antecedentes
En mayo de 2022, se creó un sitio web llamado "Shut Up and Go to Bed", que insinuaba nueva música de Panic! at the Disco al mes siguiente. A esto le siguió el anuncio del sencillo "Viva Las Vengeance" el 29 de mayo.
Brendon Urie llamó al álbum "una mirada retrospectiva a quién era yo hace 17 años y quién soy ahora con el cariño que no tenía antes. No me di cuenta de que estaba haciendo un álbum y había algo en la máquina de cintas que me mantuvo honesto". El álbum también se describió como un "viaje musical cinematográfico sobre la delgada línea entre aprovechar tu juventud, aprovechar el día y agotarte".

## Lista de canciones
| N.º | Título                       | Duración |  |
| 1.  | «Viva Las Vengeance»         | 3:27     |  |
| 2.  | «Middle of a Breakup»        | 3:20     |  |
| 3.  | «Don't Let the Light Go Out» | 3:49     |  |
| 4.  | «Local God»                  | 3:00     |  |
| 5.  | «Star Spangled Banger»       | 3:09     |  |
| 6.  | «God Killed Rock and Roll»   | 4:17     |  |
| 7.  | «Say It Louder»              | 3:30     |  |
| 8.  | «Sugar Soaker»               | 3:11     |  |
| 9.  | «Something About Maggie»     | 3:20     |  |
| 10. | «Sad Clown»                  | 3:46     |  |
| 11. | «All by Yourself»            | 4:18     |  |
| 12. | «Do It to Death»             | 4:35     |  |